# 超魔界村
《超魔界村》是一款由卡普空公司制作和发行的横向卷轴平台游戏。本作於1991年10月4日在日本地区的超级任天堂上发行于1991年11月在北美地区发行。2002年7月9日在Game Boy Advance上發售加強版《超魔界村R》（Ghouls and Ghosts Super-R）

## 故事内容
故事開頭城堡正舉行慶典，亞瑟（Arthur）跑回城堡和公主相聚，突然紅惡魔（Red Arremer）出現擄走公主，亞瑟前往魔界打倒魔物們後救出公主。

## 遊戲特色
依舊以高難度和恐怖為大宗，但因為加入一些新要素後使得難易度大為下降，而把之前大魔界村的上下射擊去除以增加些難度。

## 外部連結
- 超魔界村 （页面存档备份，存于）Wii Virtual Console（日語）
- 超魔界村 （页面存档备份，存于）Wii U Virtual Console（日語）
- 超魔界村R卡普空（日語）
- 超魔界村R （页面存档备份，存于）Wii U Virtual Console（日語）